# Monte Rosa (São Tomé e Príncipe)
Monte Rosa é uma aldeia da Ilha de São Tomé de São Tomé e Príncipe.